# Drain (Maine-et-Loire)
Pour les articles homonymes, voir Drain.
Drain est une ancienne commune française située dans le département de Maine-et-Loire, en région Pays de la Loire, devenue le 15 décembre 2015 une commune déléguée au sein de la commune nouvelle d'Orée d'Anjou.

## Géographie

### Localisation
Commune du Nord des Mauges, Drain est située à l'ouest du département de Maine-et-Loire sur la rive gauche de la Loire, à 5 km au sud-ouest d'Ancenis, 35 km à l'est de Nantes et 65 km d'Angers.
Les communes limitrophes sont Oudon, Saint-Géréon et Ancenis en Loire-Atlantique, Liré, Saint-Laurent-des-Autels, Saint-Sauveur-de-Landemont et Champtoceaux en Maine-et-Loire.
Selon le classement établi par l’Insee en 1999, Drain est une commune rurale multipolarisée, notamment par l’aire urbaine d'Ancenis, et qui fait partie de l’espace urbain de Nantes-Saint-Nazaire (cf. communes de Loire-Atlantique).

### Géologie et relief
Le village s'accroche à un coteau tourné vers la Loire sur la rive sud du fleuve face à Ancenis.
Les coteaux plantés de vignes, les haies bocagères, les peupleraies de vallée, les coulées vertes au fond desquelles coule un ruisseau, les boires poissonneuses font partie du cadre de vie de Drain.

## Toponymie et héraldique

### Toponymie
Le nom de Drain viendrait de l'antique drunium, dérivé du celte deru désignant le chêne.[réf. nécessaire]
La localité est attestée sous sa forme latine Droinum  dès 1123 .

### Héraldique
|  | Les armes de la commune se blasonnent ainsi : D'azur, à trois fleur de lys d'or, à la bordure de gueules ; le chef diminué d'argent au comble de même, chargé de huit mouchetures d'hermine ; un chêne de sinople fruité d'or brochant sur le tout. |

## Histoire
Le site a connu une occupation humaine ancienne comme en témoignent le menhir dit de la « pierre du Diable » et des vestiges de thermes gallo-romains du IVe siècle.
L'église Notre-Dame de Drain et la chapelle Sainte-Appoline sont du XIXe siècle.

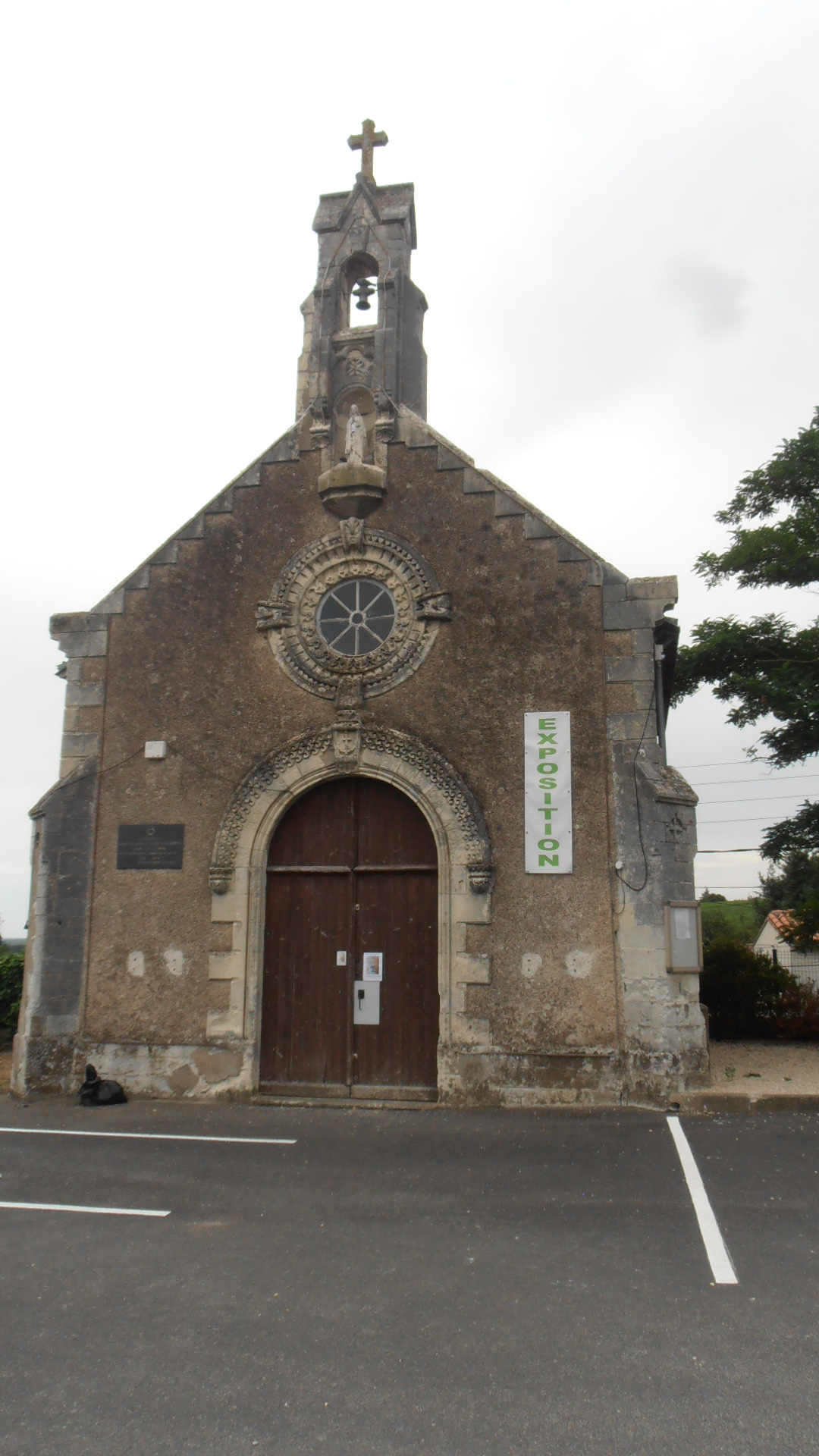
Chapelle Sainte-Appoline.
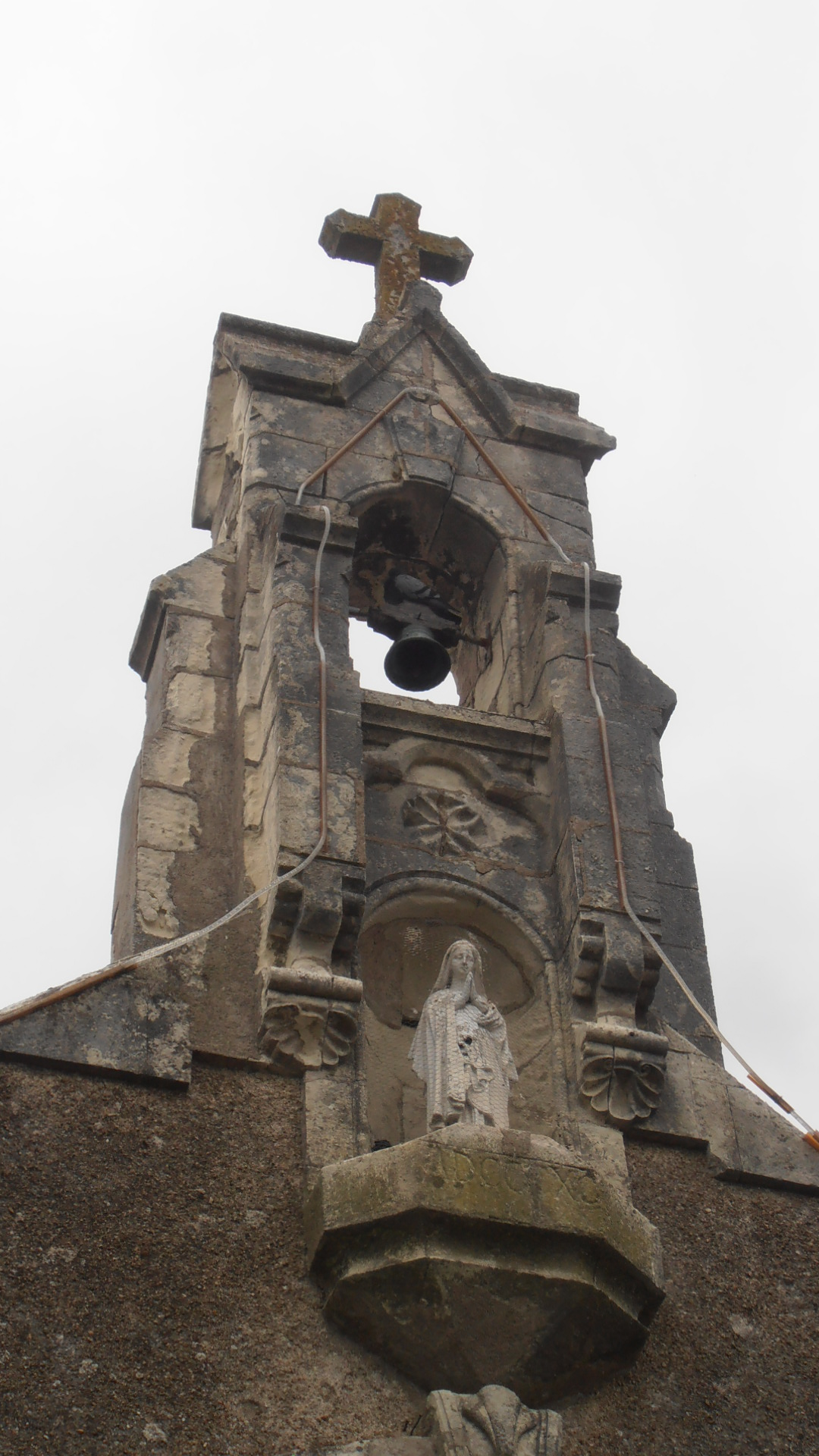
Détails du clocher.
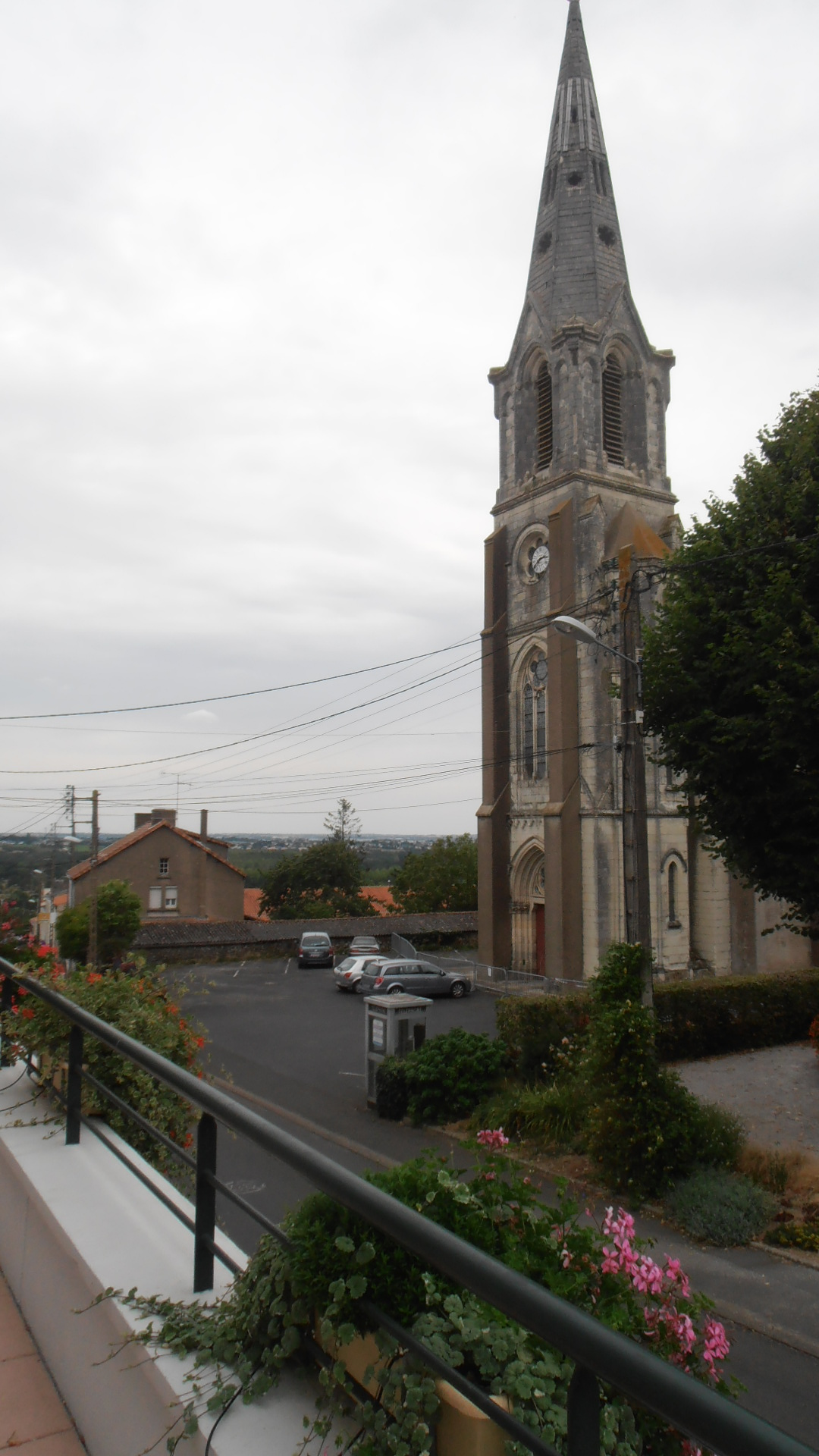
L'église vue depuis la mairie.

En 2014, un projet de fusion de l'ensemble des communes de l'intercommunalité  au sein d'une commune nouvelle se dessine. L'ensemble des conseils municipaux se sont prononcés favorablement au projet de cette nouvelle entité entre le 1er et le 8 juillet 2015, qui fut baptisée Orée d'Anjou.

## Politique et administration

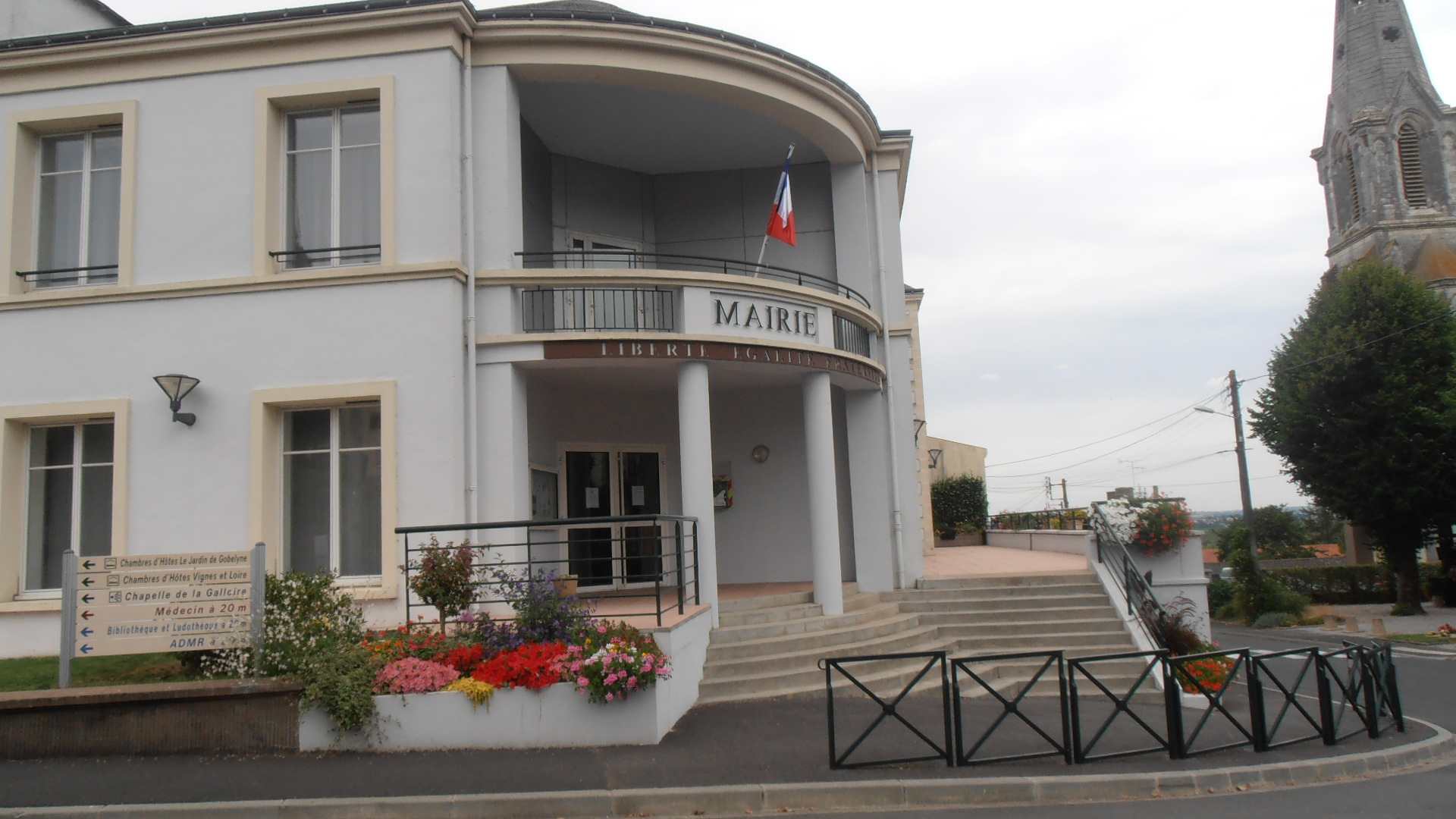
La mairie.

### Administration municipale

#### Administration actuelle
Depuis le 15 décembre 2015, Drain constitue une commune déléguée au sein de la commune nouvelle de Orée d'Anjou et dispose d'un maire délégué.
| Période                                  | Période      | Identité            | Étiquette | Qualité |
| ---------------------------------------- | ------------ | ------------------- | --------- | ------- |
| 15 décembre 2015                         | 26 mai 2020  | Marie-Thérèse Croix |           |         |
| 26 mai 2020                              | juillet 2022 | Guillaume Sallé     |           |         |
| juillet 2022                             | En cours     | Céline Pigrée       |           |         |
| Les données manquantes sont à compléter. |              |                     |           |         |

#### Administration ancienne
| Période                                  | Période                  | Identité                      | Étiquette | Qualité                                                                |
| ---------------------------------------- | ------------------------ | ----------------------------- | --------- | ---------------------------------------------------------------------- |
| Les données manquantes sont à compléter. |                          |                               |           |                                                                        |
| 1868                                     | 1904                     | Raoul Marie de la Bourdonnaye |           |                                                                        |
| 1904                                     | 1942                     | Jean-François Chenouard       |           |                                                                        |
| 1942                                     | 1942                     | Joseph Moreau                 |           |                                                                        |
| 1942                                     | 1947                     | Célestin Terrien              |           |                                                                        |
| 1947                                     | mai 1953                 | François Brégeon              |           |                                                                        |
| mai 1953                                 | mars 1971                | Camille Bondu                 |           |                                                                        |
| mars 1971                                | mars 1989                | Joseph Terrien (1918-2013)    |           | Maire honoraire                                                        |
| mars 1989                                | février 1993 (démission) | Jean-Luc Jumois               |           | Chef d'entreprise, adjoint au maire (1983 → 1989)                      |
| février 1993                             | avril 2004 (démission)   | Clair Mainguy                 |           | Agent de maîtrise 4e vice-président de la CC du canton de Champtoceaux |
| avril 2004                               | décembre 2015            | Marie-Thérèse Croix,          | DVD       | Comptable, ancienne première adjointe                                  |

### Ancienne situation administrative
La commune était membre en 2015 de la communauté de communes du canton de Champtoceaux, elle-même membre du syndicat mixte Pays des Mauges. La création de la commune nouvelle d'Orée d'Anjou entraîne sa suppression à la date du 15 décembre 2015, avec transfert de ses compétences à la commune nouvelle.
Jusqu'en 2014 Drain fait partie du canton de Champtoceaux et de l'arrondissement de Cholet. Le canton compte alors les neuf mêmes communes que celles intégrées dans l'intercommunalité. C'est l'un des quarante-et-un cantons que compte le département ; circonscriptions électorales servant à l'élection des conseillers généraux, membres du conseil général du département. Dans le cadre de la réforme territoriale, un nouveau découpage territorial pour le département de Maine-et-Loire est défini par le décret du 26 février 2014. Le canton de Champtoceaux disparait et la commune est rattachée au canton de La Pommeraye, avec une entrée en vigueur au renouvellement des assemblées départementales de 2015.

## Population et société

### Démographie

#### Évolution démographique
L'évolution du nombre d'habitants est connue à travers les recensements de la population effectués dans la commune depuis 1800. À partir du 1er janvier 2009, les populations légales des communes sont publiées annuellement dans le cadre d'un recensement qui repose désormais sur une collecte d'information annuelle, concernant successivement tous les territoires communaux au cours d'une période de cinq ans. 
Pour les communes de moins de 10 000 habitants, une enquête de recensement portant sur toute la population est réalisée tous les cinq ans, les populations légales des années intermédiaires étant quant à elles estimées par interpolation ou extrapolation. Pour la commune, le premier recensement exhaustif entrant dans le cadre du nouveau dispositif a été réalisé en 2007,.
En 2013, la commune comptait 2 089 habitants, en évolution de +14,97 % par rapport à 2008 (Maine-et-Loire : +3,3 %, France hors Mayotte : +2,49 %).
| 1800  | 1806  | 1821  | 1831  | 1836  | 1841  | 1846  | 1851  | 1856  |
| ----- | ----- | ----- | ----- | ----- | ----- | ----- | ----- | ----- |
| 1 175 | 1 230 | 1 327 | 1 201 | 1 327 | 1 371 | 1 371 | 1 392 | 1 407 |

| 1861  | 1866  | 1872  | 1876  | 1881  | 1886  | 1891  | 1896  | 1901  |
| ----- | ----- | ----- | ----- | ----- | ----- | ----- | ----- | ----- |
| 1 402 | 1 431 | 1 421 | 1 448 | 1 429 | 1 385 | 1 316 | 1 300 | 1 255 |

| 1906  | 1911  | 1921  | 1926  | 1931  | 1936  | 1946  | 1954  | 1962  |
| ----- | ----- | ----- | ----- | ----- | ----- | ----- | ----- | ----- |
| 1 219 | 1 165 | 1 035 | 1 040 | 1 007 | 1 035 | 1 001 | 1 023 | 1 167 |

| 1968  | 1975  | 1982  | 1990  | 1999  | 2007  | 2012  | 2013  | - |
| ----- | ----- | ----- | ----- | ----- | ----- | ----- | ----- | - |
| 1 207 | 1 322 | 1 473 | 1 633 | 1 668 | 1 690 | 2 059 | 2 089 | - |

#### Pyramide des âges
La population de la commune est relativement âgée. Le taux de personnes d'un âge supérieur à 60 ans (23,4 %) est en effet supérieur au taux national (21,8 %) et au taux départemental (21,4 %).
Contrairement aux répartitions nationale et départementale, la population masculine de la commune est supérieure à la population féminine (50,1 % contre 48,7 % au niveau national et 48,9 % au niveau départemental).
La répartition de la population de la commune par tranches d'âge est, en 2008, la suivante :
- 50,1 % d’hommes (0 à 14 ans = 20 %, 15 à 29 ans = 18,3 %, 30 à 44 ans = 21,2 %, 45 à 59 ans = 20,8 %, plus de 60 ans = 19,7 %) ;
- 49,9 % de femmes (0 à 14 ans = 17,2 %, 15 à 29 ans = 17,3 %, 30 à 44 ans = 18,6 %, 45 à 59 ans = 19,9 %, plus de 60 ans = 27 %).

| Hommes | Classe d’âge | Femmes |
| ------ | ------------ | ------ |
| 0,2    | 90 ans ou +  | 1,4    |
| 6,4    | 75 à 89 ans  | 12,3   |
| 13,1   | 60 à 74 ans  | 13,3   |
| 20,8   | 45 à 59 ans  | 19,9   |
| 21,2   | 30 à 44 ans  | 18,6   |
| 18,3   | 15 à 29 ans  | 17,3   |
| 20,0   | 0 à 14 ans   | 17,2   |

| Hommes | Classe d’âge | Femmes |
| ------ | ------------ | ------ |
| 0,4    | 90 ans ou +  | 1,1    |
| 6,3    | 75 à 89 ans  | 9,5    |
| 12,1   | 60 à 74 ans  | 13,1   |
| 20,0   | 45 à 59 ans  | 19,4   |
| 20,3   | 30 à 44 ans  | 19,3   |
| 20,2   | 15 à 29 ans  | 18,9   |
| 20,7   | 0 à 14 ans   | 18,7   |

## Économie
Sur 100 établissements présents sur la commune à fin 2010, 29 % relevaient du secteur de l'agriculture (pour une moyenne de 17 % sur le département), 9 % du secteur de l'industrie, 17 % du secteur de la construction, 36 % de celui du commerce et des services et 9 % du secteur de l'administration et de la santé.

## Lieux et monuments
- Menhir de la Pierre-du-Diable, appelé aussi Pierre des Gars, au Bourg-Gautron : c'est une dalle de grès de forme trapézoïdale de  0,92 m de hauteur pour une largeur maximale de 1,40 m et 0,40 m d'épaisseur[22].
- Vestiges de thermes gallo-romains à La Nigaudière (IVe siècle).
- Réserve naturelle régionale de la Ferme de la Chauffetière.

## Personnalités liées à la commune

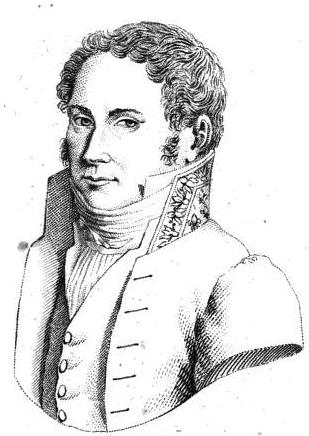
Le comte François-Régis de La Bourdonnaye.

- Le comte François-Régis de La Bourdonnaye, ministre de l'intérieur en 1829, chatelain à Drain.
- Anthony Ravard (1983- ), ancien coureur cycliste professionnel pour l’équipe AG2R[23].